# Purikura
Purikura (プリクラ?) se refiere a un tipo de colección de fotografías que se ha hecho muy popular en Japón, se trata de pequeñas fotos retocadas coleccionables, se extiende más su uso en los jóvenes, especialmente en las chicas, aunque no exclusivamente. 

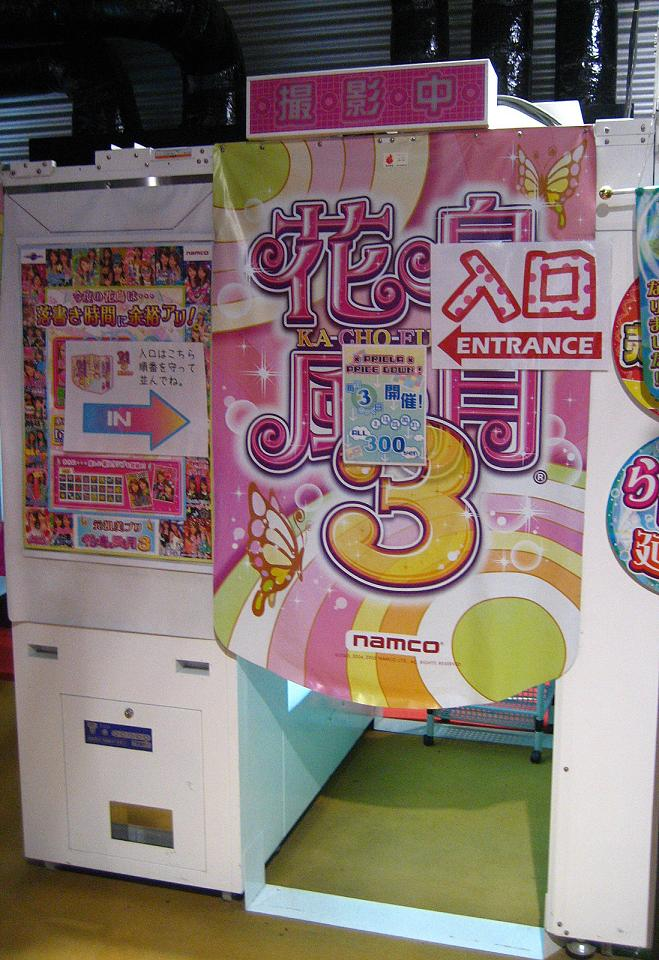
Puesto de purikura en Fukushima.

El nombre es una forma abreviada de la marca registrada de Atlus/Sega, Print Club (プリント倶楽部 Purinto Kurabu?), la primera máquina purikura fue introducida en las salas recreativas de Arcade en 1995.
Purikura produce lo que hoy se llaman selfies. Purikura es esencialmente un cruce entre una cabina de fotos de licencia/pasaporte tradicional y una máquina de videojuego de arcade, con una computadora que permite la manipulación de imágenes digitales. Se trata de usuarios que posan frente a una cámara dentro de la cabina compacta, toman sus imágenes y luego imprimen las fotos con varios efectos diseñados. Presenta una serie de opciones, como fondos deseados, bordes, decoraciones insertables, íconos, opciones de escritura de texto, extensiones de cabello, entre otros efectos.

## Historia de purikura
Purikura se originó en la industria japonesa de videojuegos. Fue concebido en 1994 por Sasaki Miho, inspirado por la popularidad de la cultura de la fotografía de chicas y las pegatinas fotográficas en la década de 1990 en Japón. Sega y Atlus introdujeron Print Club, el primer purikura,  en febrero de 1995, inicialmente en salas de juego (arcade), antes de expandirse a otros lugares populares como tiendas de comida rápida, estaciones de tren, establecimientos de karaoke y boleras.